# Adelius erythronotus
Adelius erythronotus är en stekelart som först beskrevs av Forster 1851.  Adelius erythronotus ingår i släktet Adelius och familjen bracksteklar. Inga underarter finns listade i Catalogue of Life.